# Celcom
Celcom Axiata Berhad, anche solo Celcom, è il più antico provider di telecomunicazioni mobili in Malesia. Celcom è un membro del gruppo di società Axiata.
Essendo una delle pochissime aziende in Malesia ad ottenere originariamente una licenza per telefoni cellulari, ha introdotto con successo la telefonia mobile in Malesia attraverso il suo servizio ART-900 (Automatic Radio Telephone), utilizzando le specifiche ETACS (Extended Total Access Communication System), un derivato della tecnologia US-AMPS (Advanced Mobile Phone System). L'ETACS ART-900 è stato avviato utilizzando il prefisso "010".
Celcom ora utilizza l'identificativo del prefisso di chiamata "013" e "019" e offre il digitale GSM (Groupe Speciale Mobile), uno standard originariamente europeo, ora in gran parte uno standard mondiale per le comunicazioni mobili. La banda di frequenza originale per GSM è 900 MHz ed è stata presto estesa a 1800 MHz per soddisfare requisiti di larghezza di banda molto più ampi. La banda 2100 MHz viene utilizzata per la loro rete HSPA+ a doppio canale. Anche Celcom ha la licenza e opera FDD-LTE su 1800 MHz e 2600 MHz.
Celcom attualmente utilizza reti 2G GSM/GPRS/EDGE, 3G WCDMA/HSPA+, 4G LTE.
Attraverso la portabilità del numero mobile da parte del  Malaysian Communications and Multimedia Commission, Celcom fornisce servizi come operatore virtuale di rete mobile. La società fornisce anche servizi di comunicazione rurale tramite il protocollo CDMA (Code division multiple access).

## Storia
Quando, nel 1995 si aprì il mercato dei telefoni cellulari, Celcom si aggiornò al servizio GSM900 e velocemente si avviò a diventare la più grande compagnia di telefonia mobile in Malaysia finché non fu sorpassata da Maxis Communications.
Il 21 giugno 2021, Axiata, Telenor e Digi erano favorevoli ad una potenziale fusione tra Celcom e Digi per creare una compagnia telefonica più forte in Malesia, dopo diverse discussioni avvenute due mesi prima. Se la fusione venisse approvata, essa sarà completata durante il secondo trimestre del 2022.